# Matthias Jarren
Matthias Jarren (* 15. April 1872 in Itzehoe; † 19. Juli 1960 ebenda) war ein deutscher Maler.

## Leben
Matthias Jarren wuchs in Itzehoe in ärmlichen Verhältnissen auf. Im Alter von zwölf Jahren musste er zum Unterhalt der Familie beitragen, indem er drei Jahre bei einem Bauern die Kühe hütete, jeweils von Anfang Mai bis Ende September. Darüber berichtet er in seiner autobiografischen Schrift Köh höh’n. In der Zeit machte er seine ersten Zeichen- und Malversuche. 
Nach einer Malerlehre ging er auf die Walz, durchwanderte Deutschland, Italien, den Nahen Osten und große Teile Russlands. Im Kaukasus half er, Schlösser und Kirchen zu restaurieren. Er verdingte sich auch als Dekorationsmaler. Als Nikolaus II. 1894 zum Zaren gekrönt wurde, bemalte er für die Feierlichkeiten die Theaterkulissen.
Zurückgekehrt nach Itzehoe, heiratete er 1899 und ging mit seiner Frau und ihrem Sohn wieder nach Russland. Es gelang ihm, in  Dnjepropetrowsk eine solide Existenz aufzubauen, bis dort Judenpogrome ausbrachen, die sich auch gegen alle Fremden richteten. Daraufhin kehrte er 1904 endgültig nach Itzehoe zurück.
Im Ersten Weltkrieg wurde Jarren zum Landsturm einberufen und versah seinen Dienst am Kaiser-Wilhelm-Kanal und auf Sylt. Auf der Nordseeinsel begegnete ihm im Lager auch der böhmische Maler Wenzel Hablik (1881–1934), der in Itzehoe sesshaft geworden war. Von beiden Künstlern existieren Skizzen, die sich mit dem Dienst beim Landsturm auseinandersetzen. Auch später blieb dieser Kontakt erhalten. Jarren gestaltete nach den Entwürfen Habliks in mehreren Itzehoer Häusern die Innenausstattung.

## Werk
Das Werk Jarrens umfasst mehrere tausend Gemälde. Hinzu kommen noch hunderte von Aquarellen und Kreidezeichnungen.
Es sind meist naturalistische Darstellungen von Landschaften.

## Ausstellungen (Auswahl)

### Einzelausstellungen
- Jarren-Gedächtnis-Ausstellung, Künstlerbund Steinburg e. V., Itzehoe 1979.
- Nordfriesisches Museum, Nissenhaus, heute Nordfriesland Museum, Husum 1983.
- Stadtgalerie Alte Post, Westerland / Sylt 2007.
- Wenzel-Hablik-Museum, Itzehoe 2010.[2]
- Holsteinische Impressionen, Heimatmuseum Heiligenhafen 2019.

### Gruppenausstellungen
- Land und Volk, Kieler Kunsthalle, Kiel 1935.
- Völkerkunde-Museum, heute Museum am Rothenbaum – Kulturen und Künste der Welt, Hamburg 1953.
- 30 Jahre Künstlerbund Steinburg, Kunsthaus Itzehoe 1975.
- Künstlermuseum Heikendorf-Kieler Förde, mit Wenzel Hablik, Karl Leipold, Richard Eggers u. a., Heikendorf 2017.[3]
- Holsteinische Impressionen. Werke von Matthias Jarren und von Fritz und Hermine Overbeck, Overbeck-Museum, Bremen-Vegesack 2018.[4]

## Publikationen (Auswahl)
- Matthias Jarren 1872–1960. Maler zwischen Marsch und Geest, herausgegeben von Hans-Peter Kruse anlässlich der Jarren-Gedächtnis-Ausstellung im Künstlerbund Steinburg e. V., Itzehoe 1979.